# 톰 타울즈
톰 톨스(Tom Towles, 영어 발음: /toʊlz/, 1950년 3월 20일 ~ 2015년 4월 5일)는 미국의 배우이다.
시카고에서 태어났으며 피넬러스군에서 사망하였다. 사인은 심혈관계 질환이다.

## 출연 작품

### 영화
- 헨리: 연쇄살인범의 초상 (1986)
- 미망인의 계절 (1990, Men Don't Leave)
- 살아있는 시체들의 밤 (1990) - 해리 쿠퍼 역
- 공포의 에이리언 (1991)
- 펜드럼 (1991)
- 포트리스 (1992)
- 형사 매드독 (1993) - 앤드루 역
- 이스트 L.A 스토리 (1993)
- 여죄수 감옥 (1994, Girls in Prison)
- 노멀 라이프 (1996, Normal Life)
- 더 록 (1996)
- 그리드락드 (1997)
- Warriors of Virtue (1997)
- 신의 전사 2 (1998)
- 닥터 두리틀 (1998)
- 돈벼락을 맞은 여자 (2000, More Dogs Than Bones)
- 살인마 가족 (2003)
- 살인마 가족 2 (2005) - 조지 와이델 역
- 마이애미 바이스 (2006)
- 할로윈: 살인마의 탄생 (2007) - 래리 레드그레이브 역
- 그라인드하우스 (2007)

### 텔레비전
- 뉴욕경찰 24시 (1993-94)